# Административное деление Ижевска

Районы Ижевска

Город Ижевск, столица Удмуртии, административно делится на 5 внутригородских районов (городских районов).
В рамках административно-территориального устройства, он является городом республиканского значения.
В рамках местного самоуправления, город составляет муниципальное образование Город Ижевск со статусом  городского округа и с единственным населённым пунктом в его составе.
Районы города не являются муниципальными образованиями.

## Районы города
| № на карте | Район города         | Площадь, км² | Население, чел. | Код ОКАТО  | Адрес администрации    |
| ---------- | -------------------- | ------------ | --------------- | ---------- | ---------------------- |
| 1          | Ленинский район      | 134,0        | ↘119 927        | 94 401 365 | ул. Азина, 146         |
| 2          | Октябрьский район    | 87,8         | ↘119 771        | 94 401 375 | ул. Песочная, 2/1      |
| 3          | Индустриальный район | 35,5         | ↗127 782        | 94 401 363 | ул. Дзержинского, 5    |
| 4          | Устиновский район    | 24,3         | ↘136 891        | 94 401 385 | ул. 40 лет Победы, 60А |
| 5          | Первомайский район   | 49,5         | ↘119 101        | 94 401 380 | ул. Пушкинская, 150    |

## Жилые районы и микрорайоны
Районы города включают многочисленные жилые районы и микрорайоны
| название             | примечание |
| -------------------- | --- |
| Ленинский район      | |
| Малиновая Гора       | |
| Машиностроитель      | |
| Нагорный             | |
| Пирогово             | |
| Привокзальный        | Состоит из 9-ти микрорайонов. Назван по близкому расположению к вокзалу.                                                             |
| Радужный             | |
| Строитель            | |
| Юго-Западный         | Проектируемый Александровский жилой район, предусматривающий строительство новых многоэтажных домов, на месте малоэтажной застройки. |
| Октябрьский район    | |
| Север                | |
| Северо-Западный      | Также носит неофициальное название «Городок Металлургов».                                                                            |
| Центральный          | |
| Первомайский район   | |
| Аэропорт             | Носит неофициальное название «Старый Аэропорт»                                                                                       |
| Воткинский           | Назван по близкому расположению к Воткинской железнодорожной линии.                                                                  |
| Ипподромный          | |
| Позимь               | |
| Ракетный             | |
| Центральный          | |
| Южный                | |
| Индустриальный район | |
| Буммаш               | |
| Карлутский           | Назван по расположению в долине реки Карлутка.                                                                                       |
| Культбаза            | |
| Столичный            | Строящийся с начала 2010 года новый микрорайон. Расположен с северной части вдоль Воткинского шоссе.                                 |
| Строитель            | |
| Центральный          | |
| Устиновский район    | |
| Автопроизводство     | Назван по близкому расположению к Ижевскому автомобильному заводу.                                                                   |
| Аэропорт             | Носит неофициальное название «Старый Аэропорт»                                                                                       |
| Восточный            | Носит неофициальное название «Автозавод»                                                                                             |

## Населенные пункты, вошедшие в состав города
Согласно городскому уставу Ижевска, населенные пункты, вошедшие в состав города, во время расширения его границ, а также районы малоэтажного индивидуального строительства также считаются микрорайонами. Таким образом в пределах городской черты расположено порядка 30 таких микрорайонов.
| Район          | Микрорайоны |
| -------------- | --- |
| Индустриальный | Владимирский, Родниковый, Гвоздика, Солнечный, Энергетик, Утес, Сельхозвыставка, Автомобилист, Новые Ярушки, Югдон.                                                        |
| Ленинский      | Вараксино, Новые Парники, Воложка, Липовая роща, Березово, Живсовхоз, Д\О Машиностроителей, Труд-Пчела, Александрово, Бригада Самолет, Учхоз, Шунды, Выемка, Юровский мыс. |
| Октябрьский    | Металлург, Старый Игерман, Новый Игерман, Нагорный дом-интернат, Сосновый Бор, Орловское, Дорожный, Пазелы, Микрорайон Горка.                                              |
| Первомайский   | Медведево, Люлли, Гольянский посёлок, Ключевой поселок, Костина мельница, Позимь, Пятилетка.                                                                               |
| Устиновский    | Старки, Смирново, Ярушки, Октябри, Тонково. |

## История
Практически с момента своего возникновения Ижевск делился на две части, разделённые рекой Иж и прудом — левобережную, называемую «Горой» и правобережную, называемую «Зарекой». Географически первая из них соответствовала трём современным районам Ижевска — Октябрьскому, Первомайскому и Индустриальному, в то время как вторая — одному, Ленинскому.
В 1867 году селение Ижевского завода было разделено на две волости: Ижевско-Нагорную и Ижевско-Заречную, каждая из двух частей Ижевска становилась селом со своим формально-независимым правлением. Волостные правления подчинялись Сарапульской земской управе, возглавляли их волостные старшины, избиравшиеся на три года. Однако функции административного и полицейского «надзора за охранением порядка и безопасности в заводе» по-прежнему остались за заводским начальством.
В 1918 году Ижевск становится городом с единым управлением.
Постановлением президиума Удмуртского облисполкома от 2 марта 1934 года в Ижевске были образованы три административных района: Октябрьский, Наговицинский и Пастуховский, после образования несколько раз менявшие названия и границы.
С 1937 году Ижевск состоял из трёх районов: Азинского, Ждановского и Пастуховского. В паспортной характеристике Ижевска они описывались так: «Азинский район расположен в северо-восточной части города и имеет следующие границы: с северо-запада — парк Культуры и Отдыха; с востока — Восточный поселок и улицу 9 Января, с юга — Красногеройский переулок. Пастуховский район расположен в южной части города и имеет следующие границы: с севера — Красногеройский переулок, с запада — часть пруда, по Хуторскому переулку, Речной улице и реке Иж, с юга — Красносельская улица (за Воткинской ж/д линией), с востока — Гольянский поселок, мелькомбинат и хлебозавод № 2. Ждановский район расположен в западной части города и граничит: с востока — река Иж и Речная улица, с запада и юга — все строения в юго-западной части города, включая Александровский поселок».
В 1945 году за счёт разукрупнения существовавших районов были созданы два новых: Первомайский и Октябрьский. Но в 1952 году новосозданные районы были ликвидированы, а их территория поделена между оставшимися: территория Октябрьского района включена в состав Ждановского района, территория Первомайского — в состав Азинского и Пастуховского районов. После этой реформы территориальное деление стало похоже на современное: Ждановский район примерно соответствовал современному Ленинскому району, Пастуховский — современному Первомайскому, а Азинский — современным Октябрьскому и Индустриальному.
В 1960 году Азинский, Ждановский и Пастуховский районы были упразднены.
Указом Президиума Верховного Совета РСФСР от 23 мая 1962 года Ижевск вновь разделен на три района: Ленинский, Октябрьский, Первомайский. А менее чем через год, в феврале 1963 года был образован новый, Индустриальный, выделенный из Октябрьского.
Постановлением Президиума Верховного Совета УАССР от 13 июня 1987 года в городе был образован Устиновский район (за счёт разукрупнения Индустриального района).
В настоящее время в Ижевске выделяется 21 жилой район многоэтажной и среднеэтажной жилой застройки, состоящих из нескольких микрорайонов. Жилые районы в городе также неофициально именуются микрорайонами.